# Blaesoxipha ibe
Blaesoxipha ibe är en tvåvingeart som beskrevs av Thomas Pape 1994. Blaesoxipha ibe ingår i släktet Blaesoxipha och familjen köttflugor. Inga underarter finns listade i Catalogue of Life.